# フランク・ファブラ
フランク・ジュスティ・ファブラ・パラシオス（Frank Yusty Fabra Palacios、1991年2月22日 - ）は、コロンビア・ネチ出身のプロサッカー選手。サッカーコロンビア代表。ボカ・ジュニアーズ所属。ポジションはDF(LSB)。

## 経歴

### クラブ
エンビガドFCでプロキャリアをスタート。2014年7月、デポルティーボ・カリにレンタル移籍。
2015年、インデペンディエンテ・メデジンに移籍。
2016年1月24日、ボカ・ジュニアーズに移籍。

### 代表
2015年9月8日のペルー戦でコロンビア代表デビュー。2016年夏のコパ・アメリカ・センテナリオではコスタリカ戦で代表初ゴールをマーク。4試合に出場し3位入賞に貢献した。
2018 FIFAワールドカップに出場するコロンビア代表に選出されたが、大会前に左膝前十字靭帯を断裂し負傷離脱した(代わりにファリド・ディアスが追加招集)。

## 所属クラブ
- エンビガドFC 2010-2015

→ デポルティーボ・カリ 2014-2015 (loan)
- インデペンディエンテ・メデジン 2015-2016
- ボカ・ジュニアーズ 2016-

## タイトル

### クラブ
デポルティーボ・カリ
- カテゴリア・プリメーラA: 2015 アペルトゥーラ

ボカ・ジュニアーズ
- プリメーラ・ディビシオン: 2016-17